# Schwestern von der Heiligen Familie von Savigliano
Die Schwestern von der Heiligen Familie von Savigliano ( it.: Suore della Sacra Famiglia di Savigliano,  Ordenskürzel: STF) sind eine Kongregation päpstlichen Rechts. Die Ordensgemeinschaft wählte sich als Schutzpatron die  Heilige Familie von Nazareth. 

## Geschichte
Die  Kongregation wurde am 19. März 1877 von der  Seligen Mutter Giuseppina Gabriella Bonino (1843–1906) in Savigliano gegründet. Ihre Ordensregeln richten sich nach den  Unbeschuhten Karmelitinnen. Sie begannen nach ihrer Gründung mit der Pflege von Waisenkindern. Als erste  Ordensoberin wählten die Mitglieder 1881 Mutter Bonino.
Die bischöfliche Anerkennung sprach am 8. September 1887 der Erzbischof von  Turin Kardinal Gaetano Alimonda aus. Am 6. Oktober 1887 legten die ersten zwölf Ordensschwestern ihr  Gelübde nach den  Evangelischen Räten ab. Die Gemeinschaft führte ab jetzt den Namen “Kongregation von der Heiligen Familie”. Am 1. August 1975 erhielt die Gemeinschaft von Papst Paul VI. das Decretum laudis.

## Organisation
Die Schulschwestern sind überwiegend in die außerschulische Bildung von Jugendlichen eingebunden. Ihr weiteres Betätigungsfeld ist die Betreuung von Armen und Kranken innerhalb der  Pfarrgemeinden. 
Das Generalhaus, dem das Mutterhaus, das Noviziat und ein Seminarhaus angeschlossen ist, hat seinen Sitz in Savigliano. Die Ordensgemeinschaft hatte im Jahr 2005 61 Ordensschwestern, die auf 14 Häusern verteilt waren. In Italien gibt es  Konvente in Caraglio, Bernezzo, Cervasca, Savona, Turin, Caselle Torinese und  Loreto. Der Orden hat weitere Niederlassungen in Brasilien (seit 1965), Kamerun (seit 1980) und Albanien (seit 1987).